# Scream Queens (série télévisée)
Cet article concerne la série télévisée Scream Queens. Pour le terme générique, voir Scream Queen. Pour la télé-réalité (Scream Queens), voir Le Casting de l'horreur.
Pour les articles homonymes, voir Scream et Queen (homonymie).
Scream Queens est une série télévisée américaine en 23 épisodes de 42 à 47 minutes, créée par Ryan Murphy, Brad Falchuk et Ian Brennan, diffusée entre le 22 septembre 2015 et le 20 décembre 2016 sur le réseau Fox et en simultané sur Citytv au Canada.
La série reprend les codes et les stéréotypes du Slasher, un sous-genre de l'horreur, et les détourne en les mélangeant avec les genres de la comédie et du whodunit. Elle intègre également beaucoup d'humour noir et une facette satirique. Elle adopte un format similaire à l'anthologie, dans laquelle chaque saison dispose d'un lieu principal et d'un thème différent, mais on retrouve certains survivants d'une saison à l'autre, permettant de créer une continuité entre chaque saison.
Au Québec, la série a été diffusée entre le 14 février 2017 et le 24 avril 2018 sur MusiquePlus. En Belgique, entre le 23 avril 2017 et le 6 novembre 2020 sur Plug RTL. En France, elle était disponible intégralement entre le 1er juillet 2017 et le 30 juin 2019 sur Netflix. Elle est disponible intégralement depuis le 23 février 2021 sur le service Disney+, via l'extension Star, dans tous les pays francophones, incluant la Suisse et le Luxembourg où elle était précédemment inédite.

## Synopsis
Scream Queens adopte un format similaire à l'anthologie, sans en être réellement une. Chaque saison dispose d'un lieu principal et d'un thème différent. Cependant, on retrouve certains survivants d'une saison à l'autre, permettant de créer un lien entre chaque saison.

### Saison 1

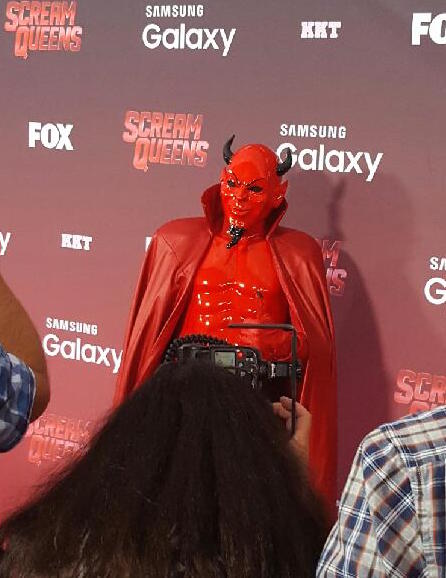
L'acteur Riley Schmidt déguisé en Diable Rouge, l'antagoniste de la première saison, lors de l'avant-première de la série en 2015.

Grace Gardner fait sa rentrée sur le campus de l'université Wallace dirigée par la doyenne Cathy Munsch. Elle souhaite se rapprocher de sa défunte mère en rejoignant la sororité des Kappa Kappa Tau supervisée par l'insupportable Chanel Oberlin. Mais au cours d'un test d'initiation pour rejoindre la sororité, un mystérieux tueur déguisé en la mascotte de l'université attaque et tue l'une des candidates. À la suite de cet événement, l'université est frappée par une série de meurtres qui pourrait être liée à un crime horrible ayant eu lieu au sein des KKT en 1995, soit vingt ans auparavant.

### Saison 2
Après avoir fait la guerre aux sororités, Cathy Munsch décide de continuer à faire le bien et achète un hôpital pour améliorer le système médical américain. Elle y forme une équipe composée des docteurs Brock Holt et Cassidy Cascade ainsi que de son ancienne élève, Zayday Williams, dont elle est devenue le mentor. Mais elle surprend tout le monde quand elle décide d'engager les Chanel, déchargées de leurs crimes, pour leur faire étudier le métier de médecin. Malheureusement, d'étranges affaires médicales ont lieu dans l’hôpital et une nouvelle série de meurtre démarre. L'équipe va devoir s'associer avec d'anciens ennemis pour élucider ce nouveau mystère.

## Distribution

### Acteurs principaux
- Emma Roberts (VF : Marie Facundo) : Chanel Oberlin
- Lea Michele (VF : Kelly Marot) : Hester « La minerve / Chanel #6 » Ulrich (Hester « Neckbrace / Chanel #6 » Ulrich en V.O)
- Abigail Breslin (VF : Zina Khakhoulia) : Libby « Chanel #5 » Putney
- Keke Palmer (VF : Fily Keita) : Zayday Williams
- Billie Lourd (VF : Sarah Marot) : Sadie « Chanel #3 » Swenson
- Jamie Lee Curtis (VF : Véronique Augereau) : doyenne / Dr Cathy Munsch

Saison 1
- Skyler Samuels (VF : Alice Taurand) : Grace Gardner
- Glen Powell (VF : Mathias Kozlowski) : Chad Radwell (récurrent saison 2)
- Diego Boneta (VF : Nathanel Alimi) : Pete Martinez
- Oliver Hudson (VF : Didier Cherbuy) : Weston « Wes » Gardner (récurrent saison 2)
- Nasim Pedrad (VF : Pamela Ravassard) : Gigi Caldwell
- Lucien Laviscount (VF : Alexandre Nguyen) : Earl Grey

Saison 2
- Kirstie Alley (VF : Isabelle Leprince) : infirmière Ingrid Marie Laffreuse (Ingrid Marie Hoffel en V.O)
- Taylor Lautner (VF : Nessym Guetat) : Dr Cassidy Cascade
- James Earl (VF : Sydney Kotto) : Chamberlain Jackson
- John Stamos (VF : Olivier Destrez) : Dr Brock Holt

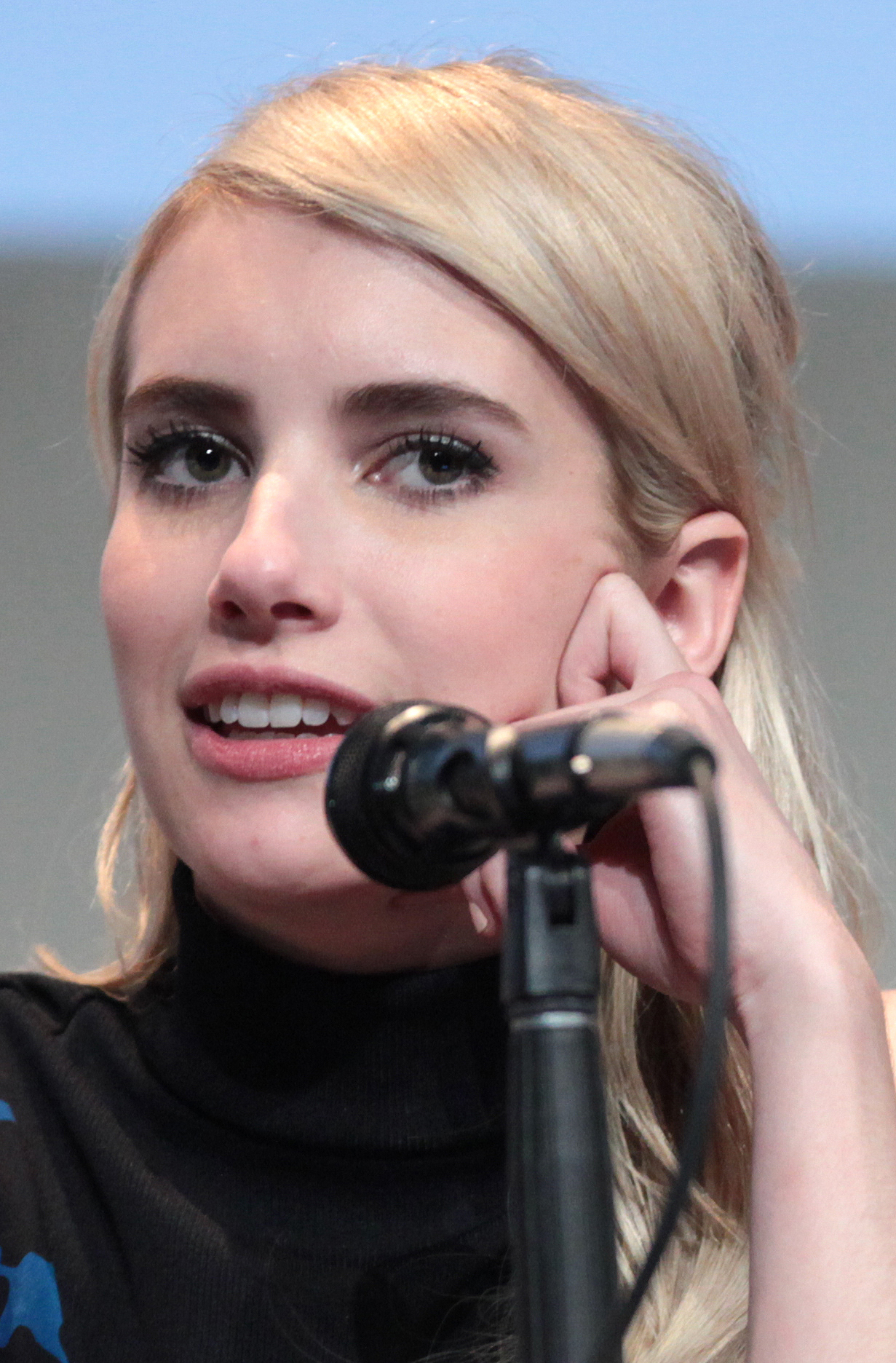
Emma Roberts dans le rôle de Chanel.
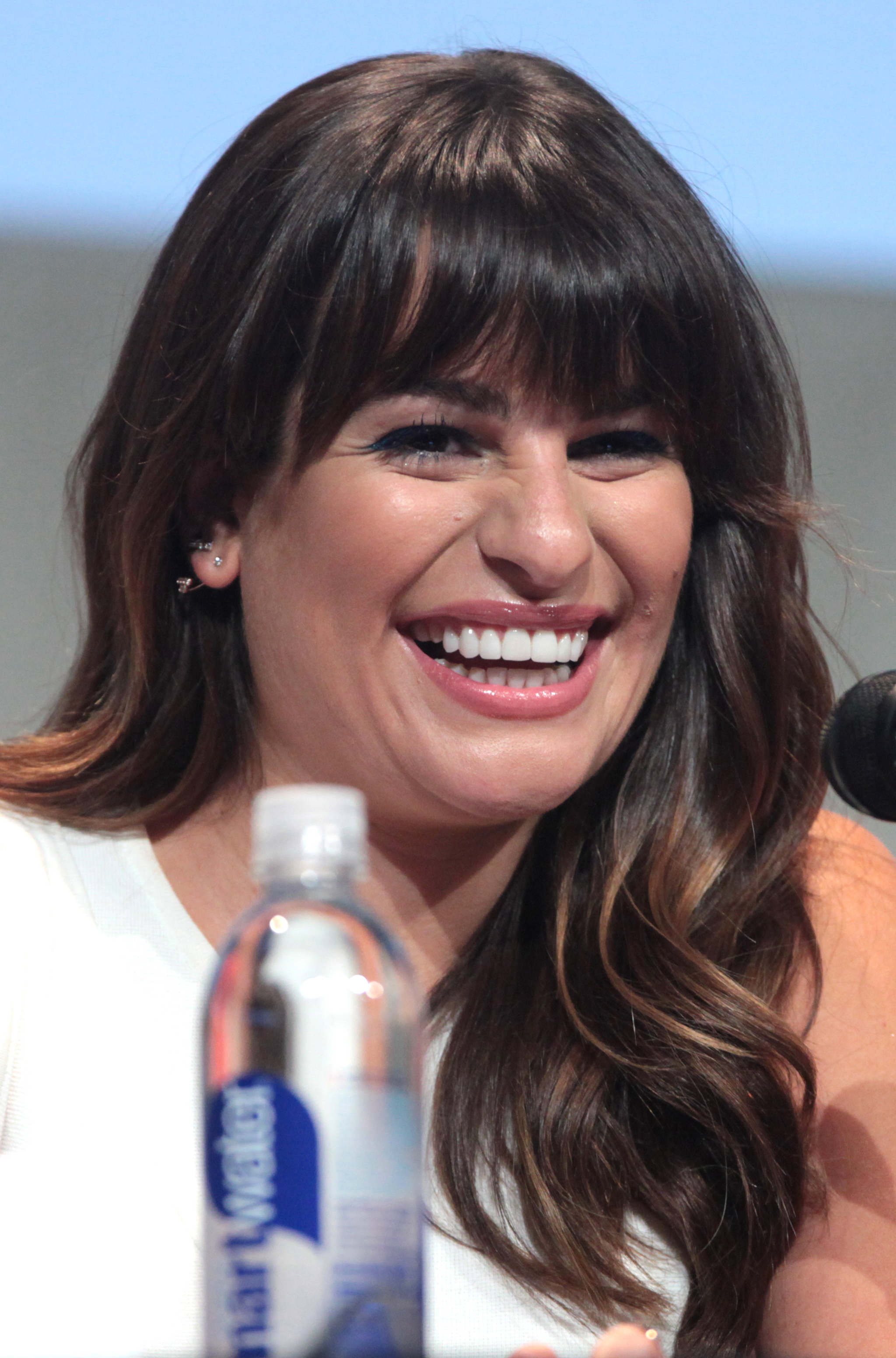
Lea Michele dans le rôle d'Hester.
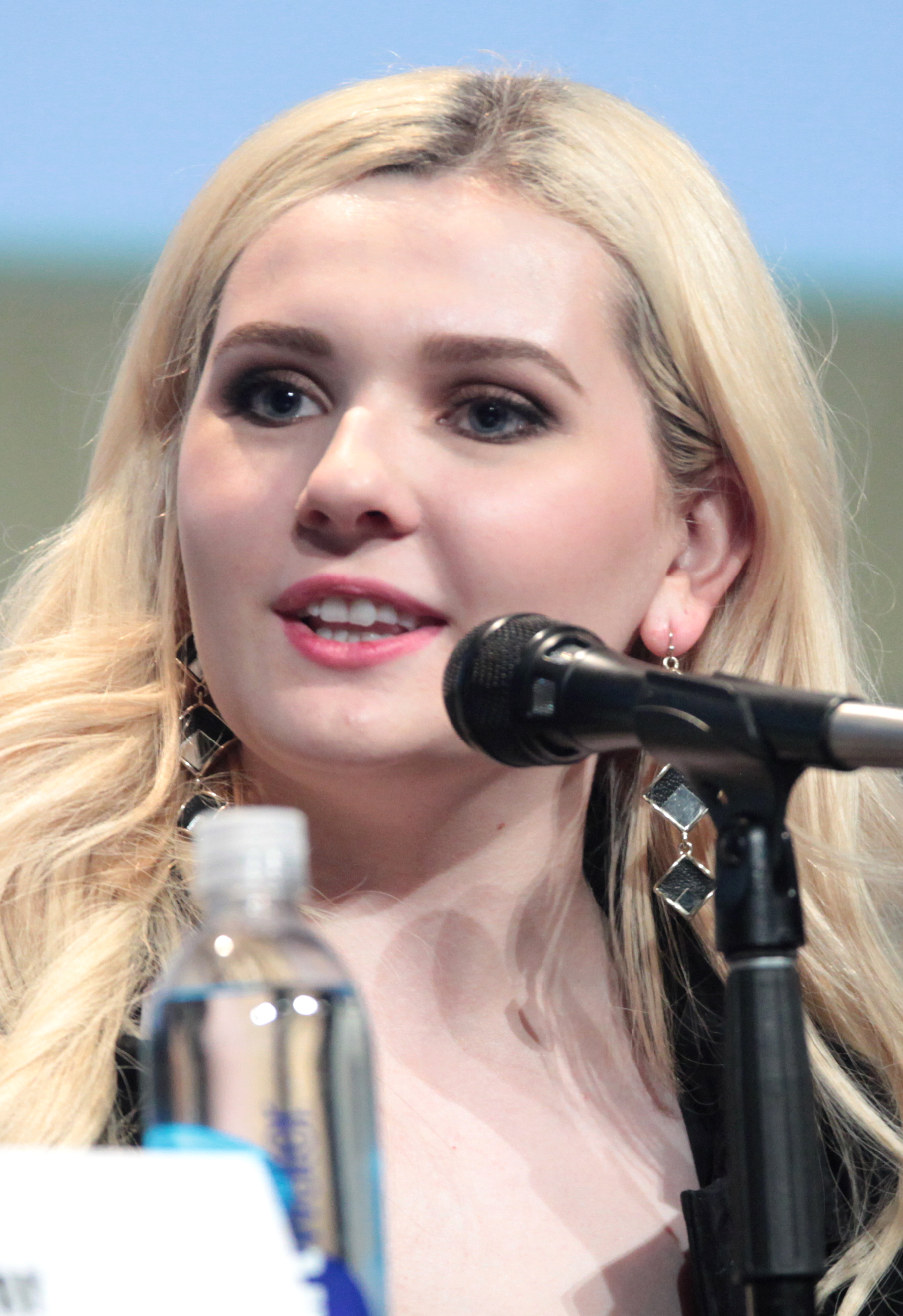
Abigail Breslin dans le rôle de Libby.
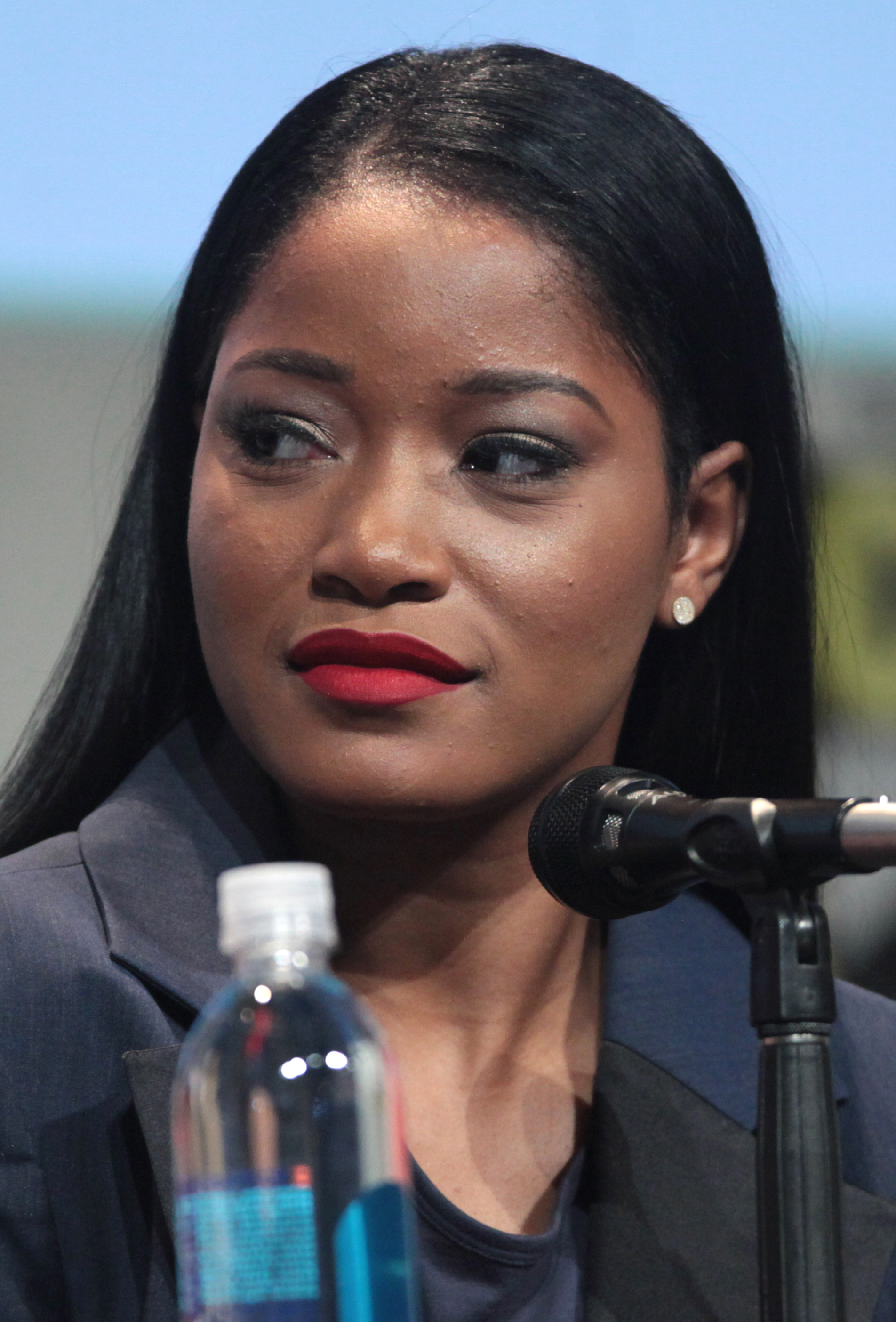
Keke Palmer dans le rôle de Zayday.
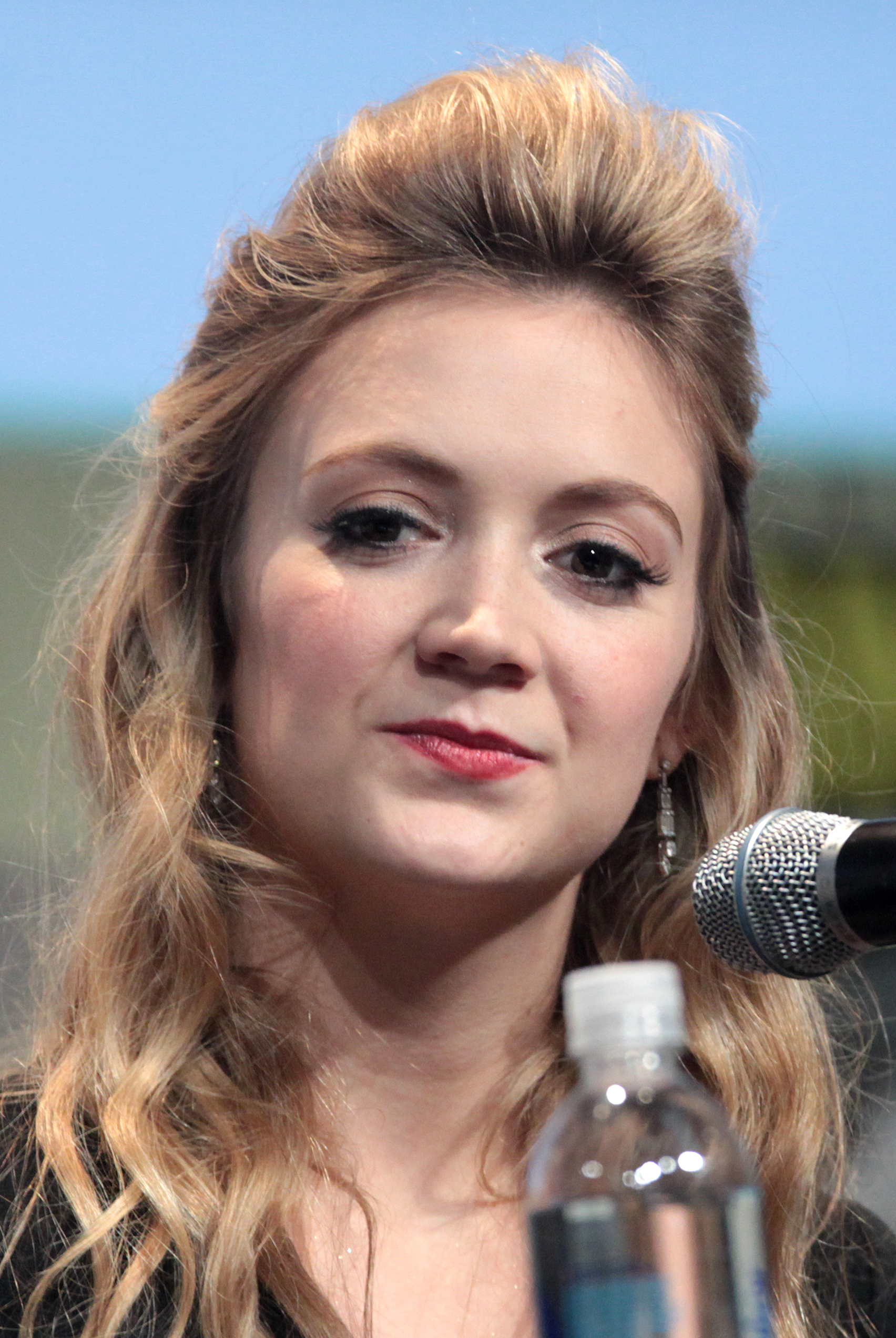
Billie Lourd dans le rôle de Sadie.
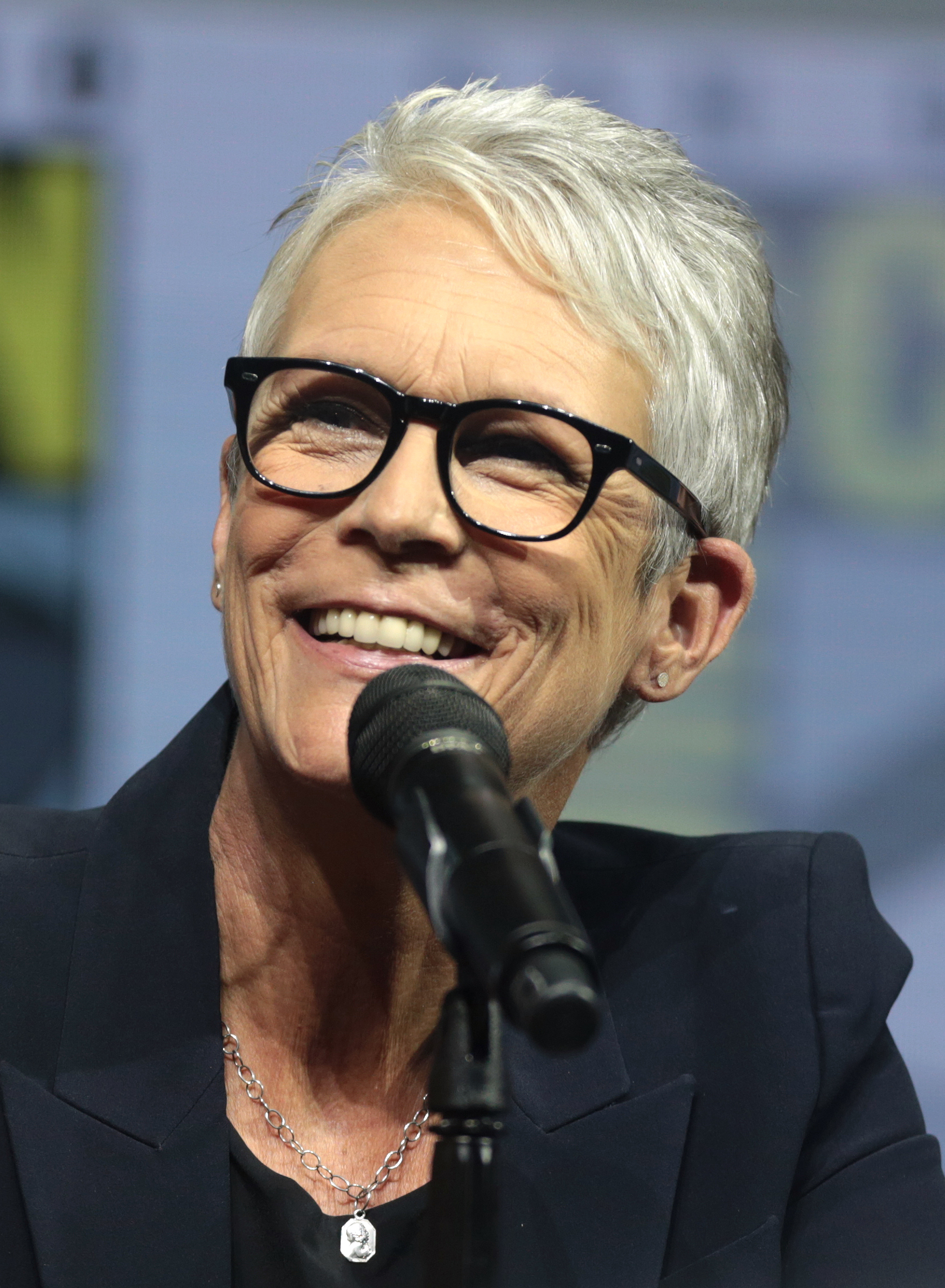
Jamie Lee Curtis dans le rôle de Cathy.
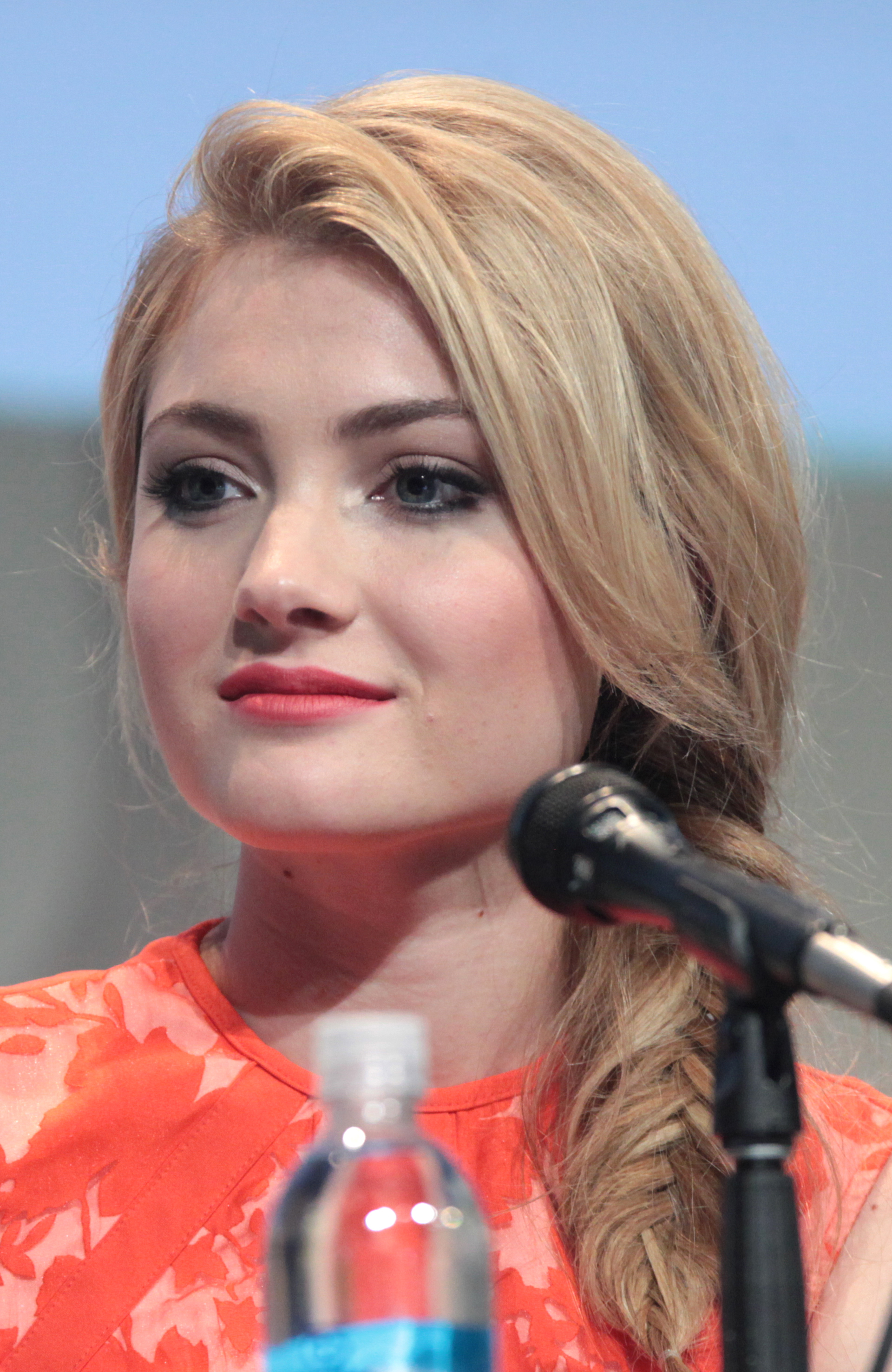
Skyler Samuels dans le rôle de Grace.
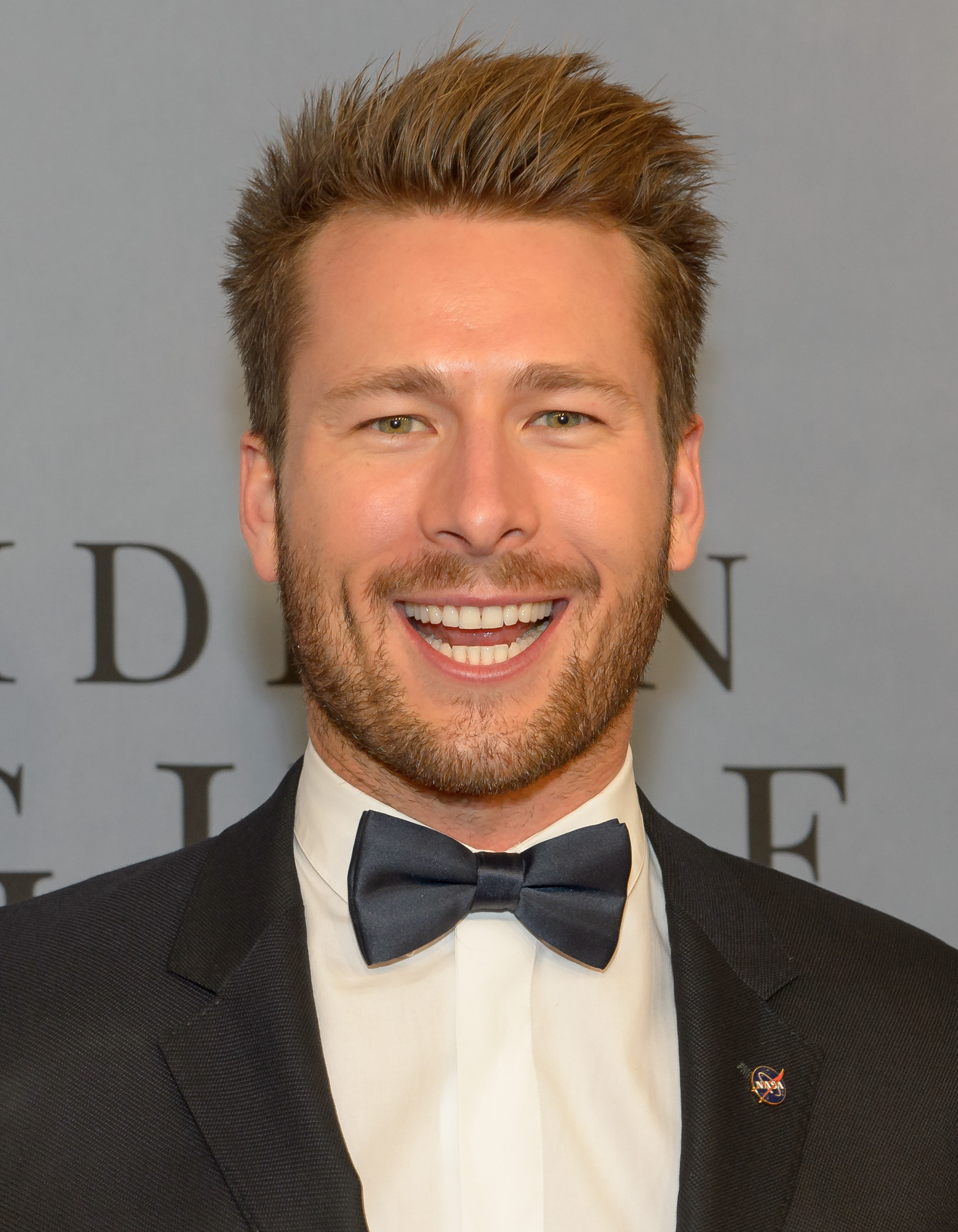
Glen Powell dans le rôle de Chad.
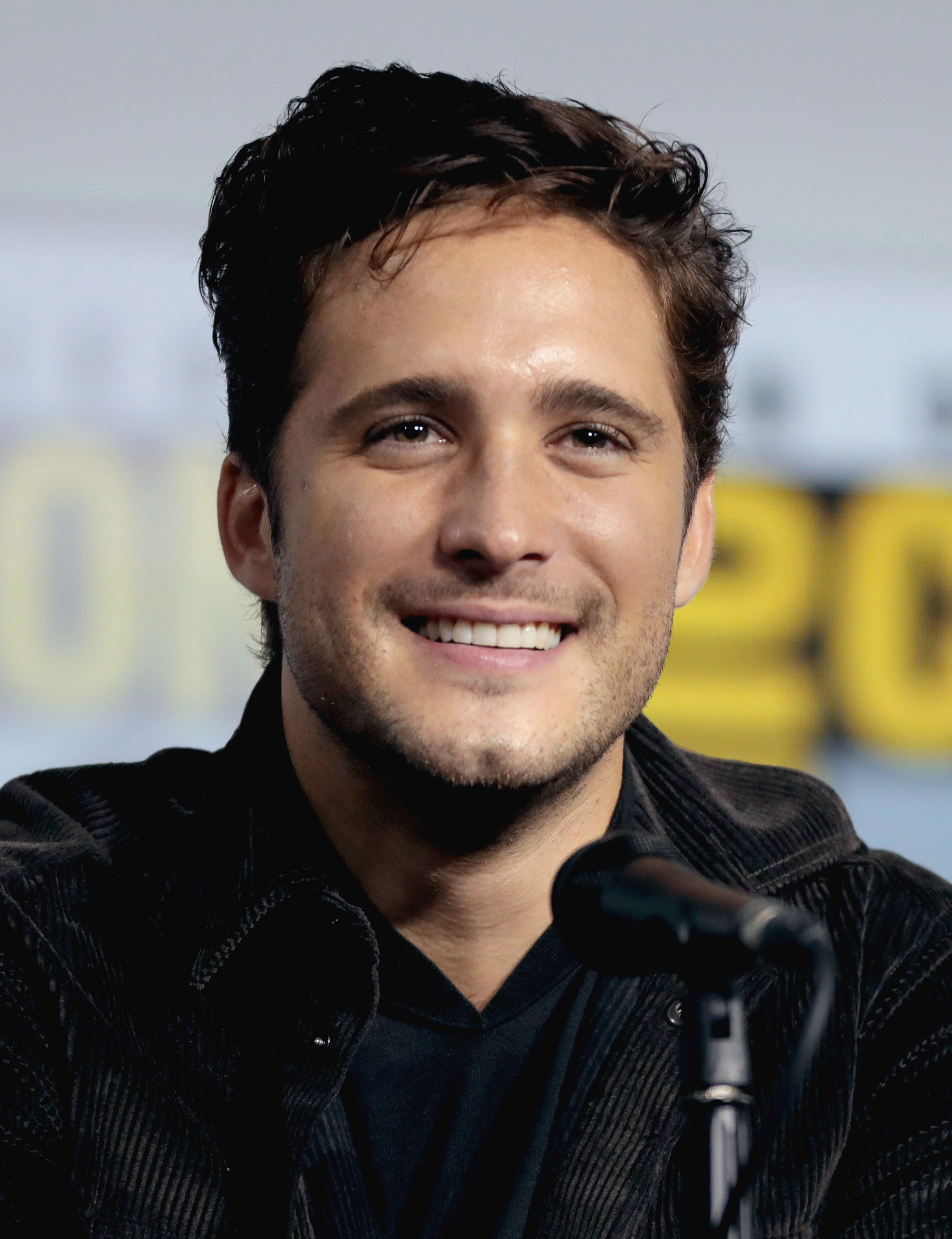
Diego Boneta dans le rôle de Pete.
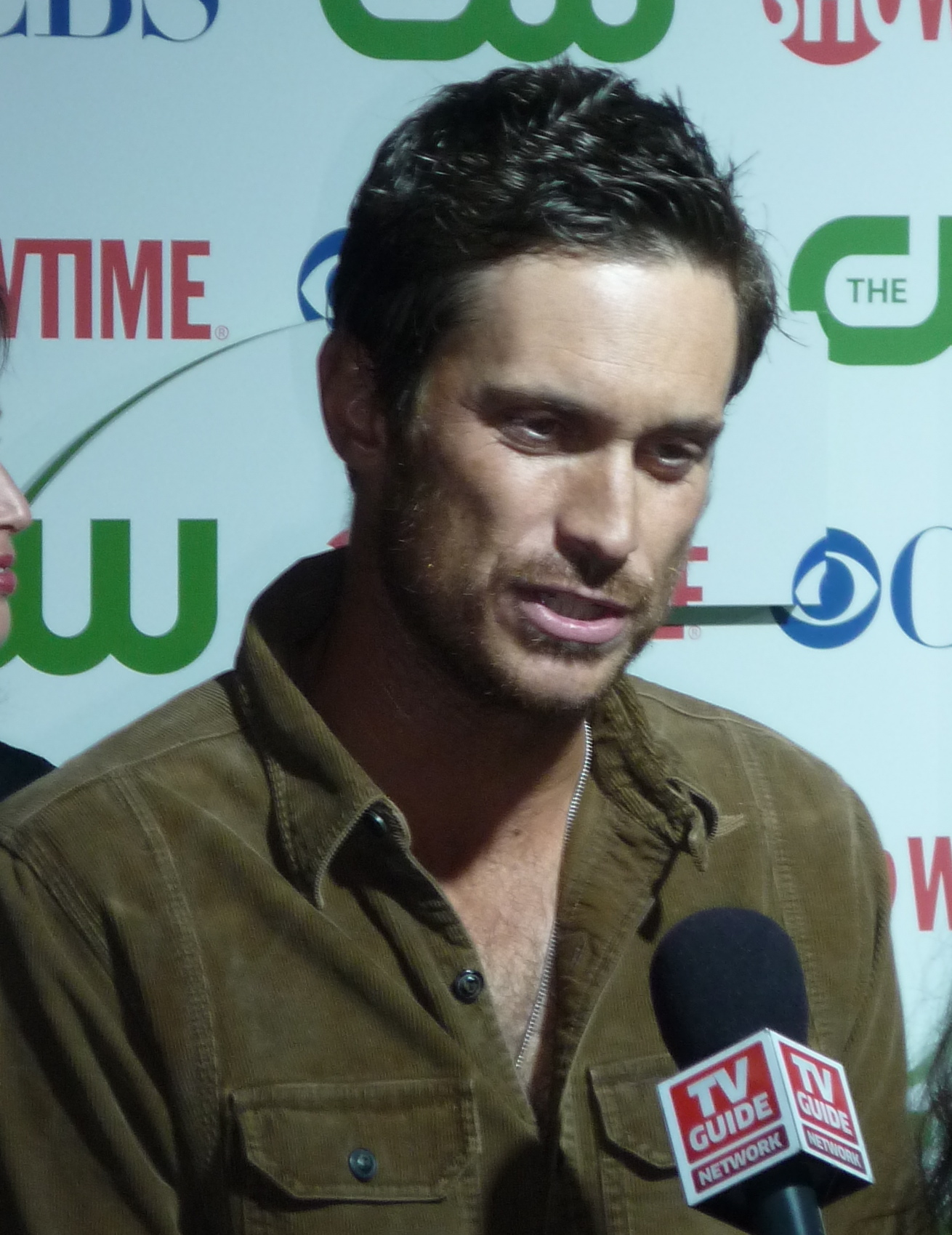
Oliver Hudson dans le rôle de Weston.
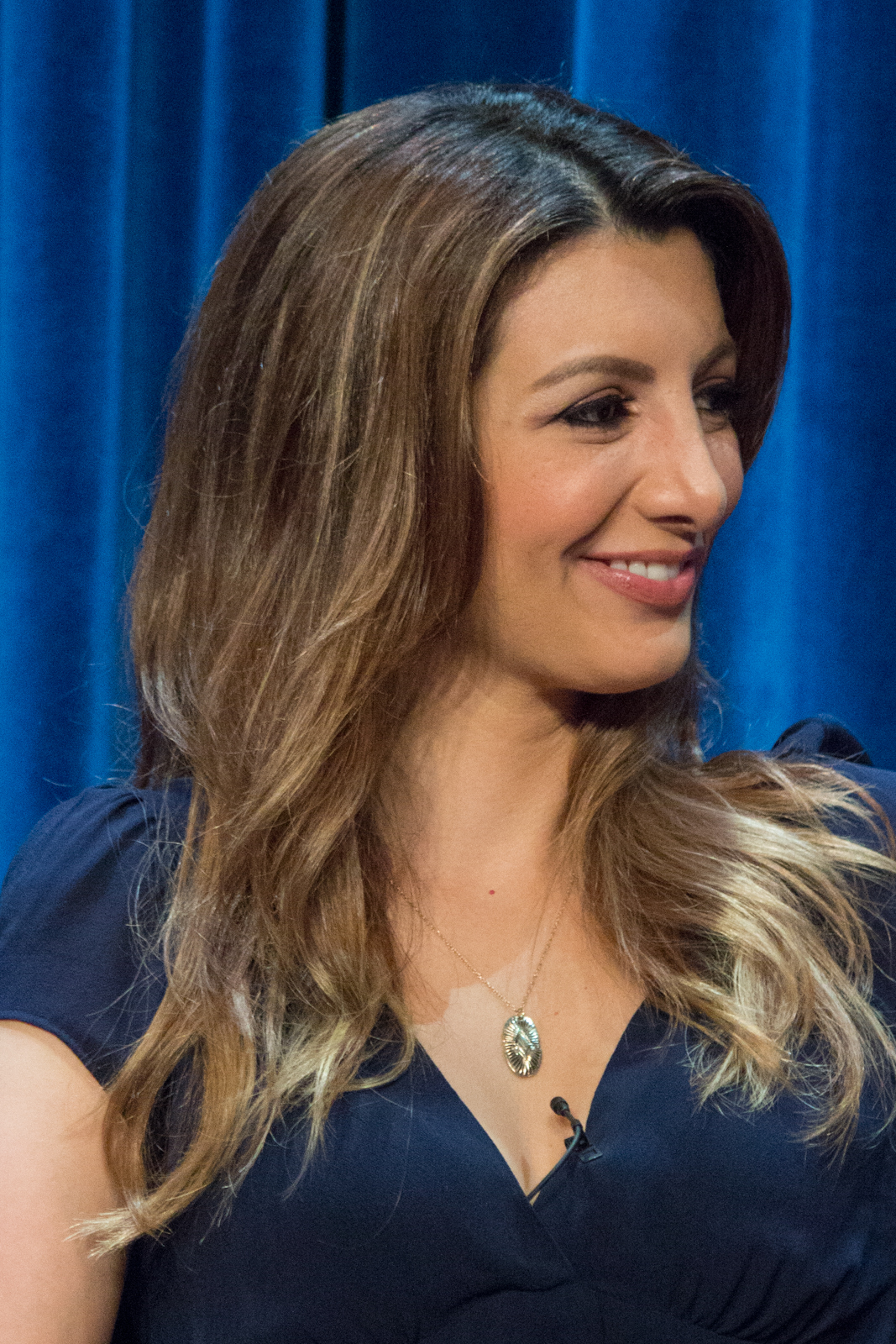
Nasim Pedrad dans le rôle de Gigi.
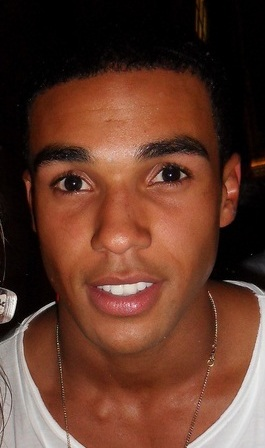
Lucien Laviscount dans le rôle de Earl.
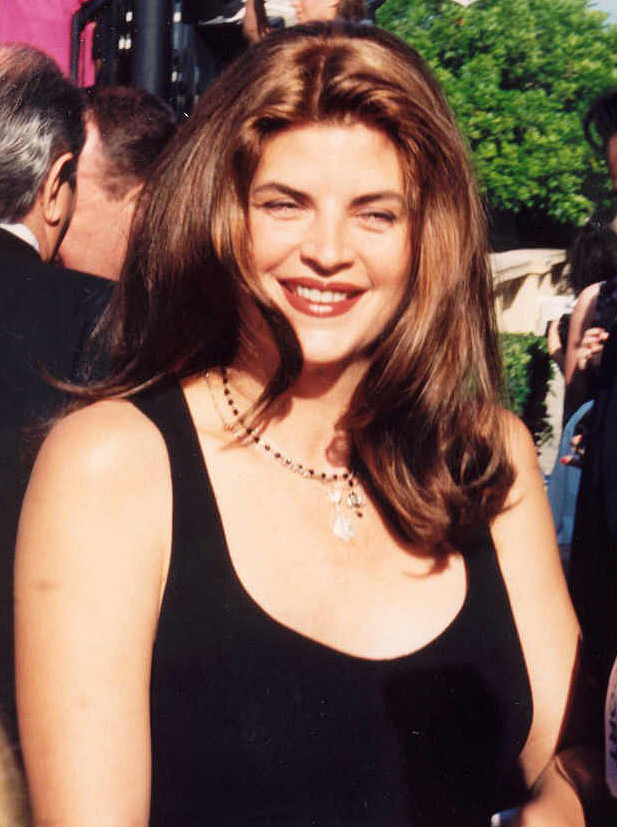
Kirstie Alley dans le rôle d'Ingrid.
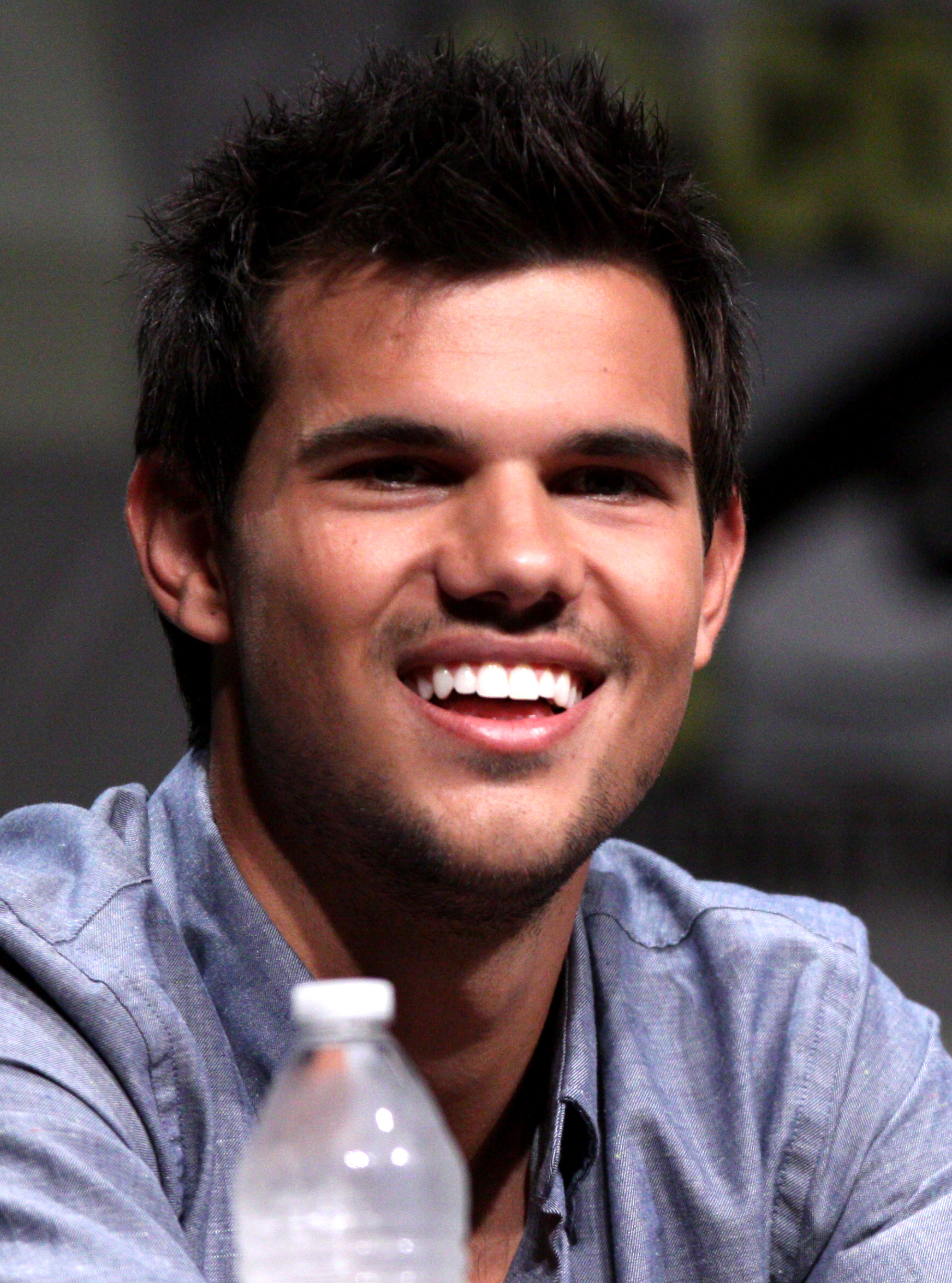
Taylor Lautner dans le rôle de Cassidy.
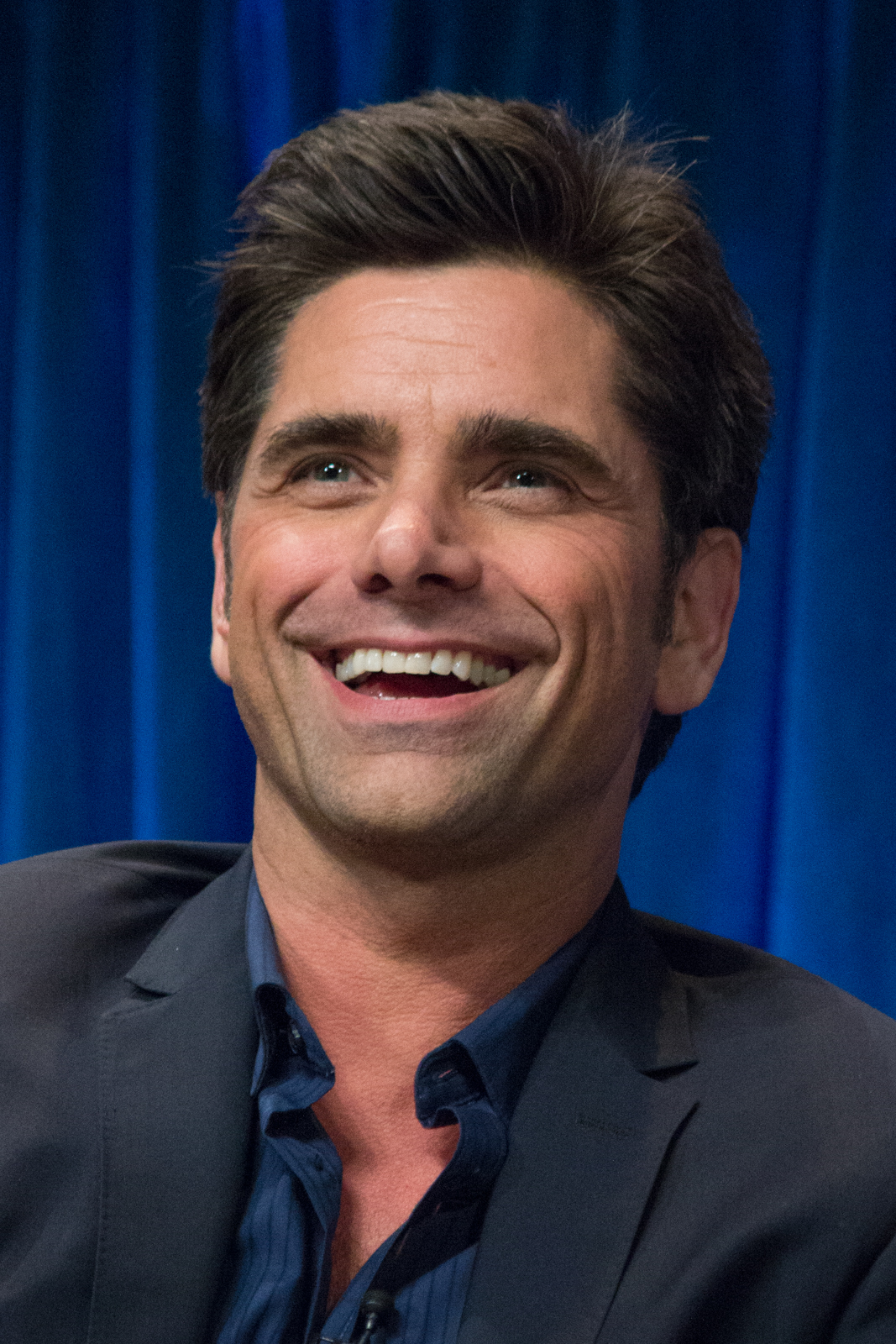
John Stamos dans le rôle de Brock.

### Acteurs récurrents
| Saison 1 - Breezy Eslin (VF : Vanessa Van-Geneugden) : Jennifer - Jeanna Han (VF : Marie Giraudon) : Sam - Aaron Rhodes : Roger - Austin Rhodes : Dodger - Evan Paley (VF : Antoine Fleury) : Caulfield Mount Herman - Anna Grace Barlow : Bethany Stevens / Mary Mulligan - Grace Phipps (VF : Lydia Cherton) : Mandy Greenwell - Jim Klock (VF : Georges Caudron) : inspecteur Chisolm - Jan Hoag (VF : Marie-Martine) : Agatha Bean | Saison 2 - Jerry O'Connell (VF : Thierry Wermuth) : Dr Mike - Laura Bell Bundy (VF : Valérie Nosrée) : infirmière Thomas - Trilby Glover (en) (VF : Christèle Billault) : Jane Hollis - Andy Erikson (en) (VF : Isabelle Volpé) : Marguerite « Chanel #7 » Honeywell - Riley McKenna Weinstein (VF : Caroline Combes) : Daria « Chanel #8 » Janssen - Dahlya Glick (VF : Cécile Marmorat) : Andrea « Chanel #10 » |

### Invités spéciaux
- Niecy Nash (VF : Laura Zichy) : Denise Hemphill (saisons 1 et 2, 15 épisodes)
- Nick Jonas (VF : Hervé Rey) : Boone Clemens (saison 1, 5 épisodes)
- Ariana Grande (VF : Laëtitia Godès) : Sonya « Chanel #2 » Herfmann (saison 1, 4 épisodes)
- Chad Michael Murray : Brad Radwell (saison 1, 1 épisode)
- Colton Haynes (VF : Fabrice Fara) : Tyler (saison 2, 2 épisodes)
- Brooke Shields (VF : Rafaèle Moutier) : Dr Scarlett Lovin (saison 2, 1 épisode)
- Version française :
  - Société de doublage : Dub'Club[9],[10]
  - Direction artistique : Mélody Dubos[9],[10]
  - Adaptation des dialogues : Juliette de la Cruz, Aurélie Cornet, Vivane Lesser, Xavier Varaillon et Caroline Gere[10]

 Source et légende : version française (VF) sur RS Doublage et Doublage Séries Database

## Développement

### Production
Le 20 octobre 2014, le réseau Fox commande une première saison de quinze épisodes, plus tard réduite au nombre de treize, de la nouvelle série de Ryan Murphy, Brad Falchuk et Ian Brennan. Le trio de créateurs sera aussi producteur exécutif avec Dante Di Loreto.
La série est décrite par Ryan Murphy comme un hommage aux slasher des années 1980 et une rencontre entre les films Fatal Games et Vendredi 13. Au moins un personnage sera tué dans chaque épisode et l’identité du tueur sera révélée seulement dans l'épisode final de la saison. Contrairement à la série American Horror Story qui se renouvelle à chaque saison, Scream Queens conserve certains personnages ayant survécu d'une saison à l'autre, mais dans un nouveau lieu et avec une nouvelle menace.
Le 13 février 2015, Fox dévoile un premier teaser pour annoncer que le lancement de la série devrait se faire en automne de la même année. La chaine précisera plus tard que ce sera le 22 septembre 2015 avec la diffusion des deux premiers épisodes.
Le 15 janvier 2016, la chaine annonce lors des TCA 2016 le renouvellement de la série pour une seconde saison, dont le thème sera l’hôpital.
Le 15 mai 2017, la chaine annonce l'annulation de la série après deux saisons. Gary Newman, l'un des responsables de la chaine, rapporte que la décision a été prise en matinée, à la suite d'une conférence téléphonique avec Ryan Murphy. Pour ce dernier, la série était arrivée à son terme et n'avait plus d'histoires à raconter.
Le 3 février 2019, Ryan Murphy dévoile sur son compte Instagram être en discussion avec Emma Roberts, Lea Michele et Billie Lourd pour un possible retour de la série sous forme d'une mini-série en six épisodes ou d'un téléfilm en raison de la forte demande des téléspectateurs. Par la suite, il annonce lors d'un interviews en novembre 2019 que les discussions se sont avérées positives et que les actrices, incluant Jamie Lee Curtis, sont d'accord pour revenir en cas de renouvellement. Le producteur précise néanmoins que le choix final reste entre les mains de la chaîne.

### Casting
Saison 1

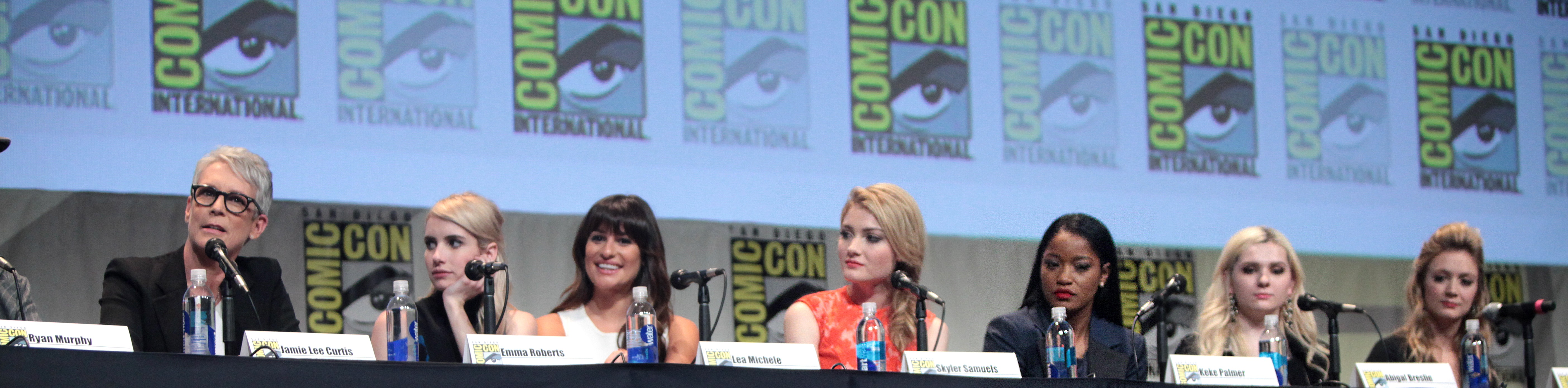
La distribution principale de la première saison à la San Diego Comic-Con International en 2015.

En décembre 2014, Entertainment Weekly annonce qu'Emma Roberts et Jamie Lee Curtis rejoignent la série en tant que personnages principaux.
En janvier 2015, elles sont rejointes par Lea Michele et Joe Manganiello. Les acteurs et chanteurs Ariana Grande et Nick Jonas sont aussi annoncés à la distribution en tant que personnages récurrents.
En février 2015, les actrices Billie Lourd et Skyler Samuels,, ainsi que les acteurs Lucien Laviscount, Diego Boneta et Glen Powell sont annoncés à la distribution principale, tout comme l'actrice Niecy Nash, qui rejoint la série dans le rôle de Denise, un personnage récurrent. Les jumeaux Aaron et Austin Rhodes, connus sur YouTube, annoncent aussi leur présence à la distribution de la série, sans autre précision.
En mars 2015, Nasim Pedrad rejoint la distribution principal et Breezy Eslin rejoint la distribution récurrente.
Le 13 mars 2015, Joe Manganiello, obligé de quitter la série pour assurer la promotion du film Magic Mike XXL, est remplacé par Oliver Hudson.
En juin 2015, Charisma Carpenter et Roger Bart rejoignent la distribution dans le rôle des parents du personnage d'Ariana Grande, deux rôles potentiellement récurrents.
En août 2015, la blogueuse Tavi Gevinson rejoint la série dans le rôle de Feather, une rivale du personnage de Jamie Lee Curtis. Elle fut suivie par Philip Casnoff qui rejoint la série dans le rôle du mari du personnage de Jamie Lee Curtis.
En septembre 2015, les acteurs Patrick Schwarzenegger et Chad Michael Murray rejoignent la distribution en tant qu'invités pour jouer les deux frères de Chad. Ils sont rejoints par les acteurs Julia Duffy et Alan Thicke pour jouer leurs parents, aussi en tant qu'invités.
Saison 2

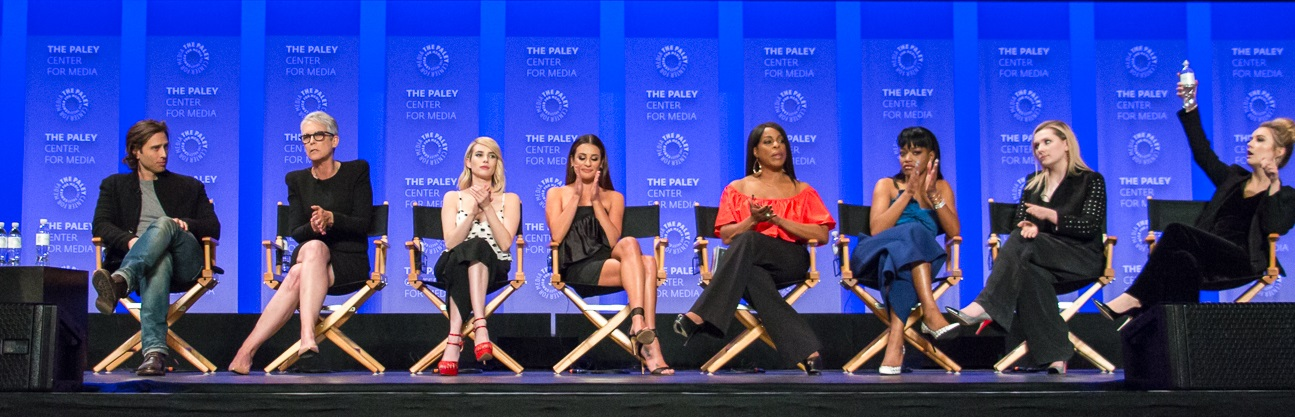
La distribution de la deuxième saison et Brad Falchuk au PaleyFest en 2016.

En février 2016, Emma Roberts confirme son retour dans le rôle de Chanel Oberlin dans la deuxième saison, devenant le premier personnage de la première saison à revenir. Elle est suivie par Niecy Nash qui reprendra le rôle de Denise Hemphill. Quelques jours après, lors du PaleyFest 2016, il est annoncé que Jamie Lee Curtis, Lea Michele, Glen Powell, Abigail Breslin, Keke Palmer et Billie Lourd sont les derniers personnages de la première saison à rejoindre la deuxième.
En juin 2016, il est annoncé que John Stamos rejoint la distribution principale de la deuxième saison pour interpréter l'un des docteur. Il est rejoint quelques jours après par Taylor Lautner et James Earl.
En juillet 2016, il est confirmé que Skyler Samuels et Oliver Hudson seront les seuls survivants de la première saison à ne pas apparaitre dans la deuxième puis Colton Haynes et Cecily Strong sont annoncés comme invités.
Quelques jours après, Jerry O'Connell et Laura Bell Bundy rejoignent la distribution en tant que personnages récurrents.
En septembre 2016, il est révélé que Kirstie Alley a rejoint la distribution principale de la deuxième saison.
En novembre 2016, il est annoncé que Brooke Shields apparaitra dans un épisode de la saison pour interpréter un docteur célèbre pour son émission télévisée médicale puis il est ensuite annoncé que Oliver Hudson apparaitra finalement cette saison pour quelques épisodes.

### Tournage
D'abord prévu pour avril 2015, le tournage de la série a officiellement commencé le 12 mars 2015 à La Nouvelle-Orléans.
La deuxième saison de la série a été tournée à Los Angeles en Californie au studio Paramount Studios. Le tournage de cette seconde saison a commencé à la fin du mois de juin 2016.

### Fiche technique
- Titre original et francophone : Scream Queens
- Création : Ryan Murphy, Brad Falchuk et Ian Brennan
- Décors : Deanna Simmons (saison 1) et Andrea Mae Fenton (saison 2)
- Costumes : Lou Eyrich (saison 1) et Lauren Bott
- Photographie : Joaquin Sedillo
- Musique : Mac Quayle
- Casting : Richard Hicks (saison 1) et Chris Redondo
- Production exécutive : Ryan Murphy, Brad Falchuk, Ian Brennan, Alexis Martin Woodall, Dante Di Loreto, James Wong et Bradley Buecker
- Sociétés de production : 20th Century Fox Television, Prospect Films, Ryan Murphy Productions et Brad Falchuk Teley-Vision
- Sociétés de distribution : Fox (télévision, États-Unis) et 20th Century Fox Television (globale)
- Pays d'origine : États-Unis
- Langue originale : anglais
- Format : couleur - 35 mm - 1,78:1 - son Dolby Digital
- Genre : Comédie horrifique
- Durée : 42 minutes

 Sauf indication contraire, les informations mentionnées dans cette section peuvent être confirmées par la base de données cinématographiques IMDb,  présente dans la section « Liens externes ».

### Diffusion internationale
Note : La liste présente les dates des premières diffusions de la série dans chaque pays. Elle ne prend pas en compte les rediffusions.
- En version originale :
  -  États-Unis /  Canada : entre le 22 septembre 2015 et le 20 décembre 2016 sur Fox / Citytv.
  -  Australie : entre le 30 septembre 2015 et le 3 janvier 2017 sur Eleven[53].
  -  Royaume-Uni : entre le 26 octobre 2015 et le 29 décembre 2016 sur E4.
- En version française :
  -  Québec : entre le 14 février 2017 et le 24 avril 2018 sur MusiquePlus.
  -  Belgique : entre le 23 avril 2017 et le 6 novembre 2020 sur Plug RTL.
  -  France : intégralement entre le 1er juillet 2017 et le 30 juin 2019 sur Netflix.
  -  Suisse et  Luxembourg : intégralement depuis le 23 février 2021 sur Disney+.

## Épisodes
| Saisons | Saisons | Nombre d'épisodes | Diffusion originale | Diffusion originale |
| Saisons | Saisons | Nombre d'épisodes | Début de saison     | Fin de saison       |
| ------- | ------- | ----------------- | ------------------- | ------------------- |
|         | 1       | 13                | 22 septembre 2015   | 8 décembre 2015     |
|         | 2       | 10                | 20 septembre 2016   | 20 décembre 2016    |

Note : Lors de la diffusion de la série en Belgique, les titres de certains épisodes étaient différents de ceux utilisés au Québec et en France. Ils sont indiqués en second.

### Première saison (2015)
Elle a été diffusée entre le 22 septembre 2015 et le 8 décembre 2015. Elle est sous-titrée Terreur sur le campus au Québec.
1. Kappa Kappa Tau (Pilot)
2. La Semaine infernale (Hell Week)
3. Tronçonneuse (Chainsaw)
4. La Maison hantée (Haunted House)
5. La Soirée d'Halloween (Pumpkin Patch)
6. Sept minutes en enfer (Seven Minutes in Hell!)
7. Méfiez-vous des jeunes filles (Beware of Young Girls)
8. Telle mère, telle fille (Mommie Dearest)
9. Histoires de fantômes (Ghost Stories)
10. Le dîner est servi (Thanksgiving)
11. Vendredi Noir (Black Friday)
12. Derrière le voile / La Missive (Dorkus)
13. Les Dernières (The Final Girl(s))

### Deuxième saison (2016)
Elle a été diffusée entre le 20 septembre 2016 et le 20 décembre 2016. Elle est sous-titrée Terreur à l'hôpital au Québec.
1. Crie encore (Scream Again)
2. Le Crapaud / Histoire de verrues (Warts and All)
3. Donneurs de mains (Handidates)
4. Le Blues d'Halloween / Blues d'Halloween (Halloween Blues)
5. Chanel Pour Homme-Icide (Chanel Pour Homme-Icide)
6. Collecte de sang (Blood Drive)
7. La Main (The Hand)
8. Jalousie / Raiponce, Raiponce (Rapunzel, Rapunzel)
9. J'aime le D (Lovin the D)
10. Mort par noyade (Drain the Swamp)

## Accueil

### Audiences
| Saisons | Diffusion    | Nombre d'épisodes | Lancement         | Lancement       | Final            | Final           | Téléspectateurs (en moyenne) |
| Saisons | Diffusion    | Nombre d'épisodes | Date              | Téléspectateurs | Date             | Téléspectateurs | Téléspectateurs (en moyenne) |
| ------- | ------------ | ----------------- | ----------------- | --------------- | ---------------- | --------------- | ---------------------------- |
| 1       | Mardi, 21h00 | 13                | 22 septembre 2015 | 4.04 millions   | 8 décembre 2015  | 2.53 millions   | 4.72 millions                |
| 2       | Mardi, 21h00 | 10                | 20 septembre 2016 | 2.17 millions   | 20 décembre 2016 | 1.37 millions   | 1.44 millions                |

### Critiques
- La première saison a reçu des critiques positives sur le site agrégateur de critiques Rotten Tomatoes, recueillant 69 % de critiques positives, avec une note moyenne de 6,4/10 sur la base de 70 critiques collectées[61]. Sur Metacritic, elle a reçu des critiques mitigées, avec un score de 59/100 sur la base de 33 critiques collectées[62].
- La deuxième saison a reçu des critiques positives sur le site agrégateur de critiques Rotten Tomatoes, recueillant 83 % de critiques positives, avec une note moyenne de 7,1/10 sur la base de 6 critiques collectées[63]. Sur Metacritic, elle ne bénéficie d'aucune note pour le moment[64].

## Distinctions

### Récompenses
- Critics' Choice Television Awards 2015 :
  - Nouvelle série la plus attendue[65]
- People's Choice Awards 2016 :
  - Nouvelle série de comédie préférée[66]
- Make-Up Artists and Hair Stylists Guild 2016 :
  - Meilleur maquillage contemporain dans une mini-série ou un téléfilm pour l'équipe maquillage de la série[67]

### Nominations
- Dorian Awards 2016 :
  - Série télévisée amusante de l'année[68]
- People's Choice Awards 2016 :
  - Actrice préférée dans une nouvelle série pour Emma Roberts, Jamie Lee Curtis et Lea Michele
- Golden Globes 2016 :
  - Meilleure actrice dans une série télévisée musicale ou comique pour Jamie Lee Curtis[69]
- Satellite Awards 2016 :
  - Meilleure actrice dans une série télévisée musicale ou comique pour Jamie Lee Curtis[70]
- Fangoria Chainsaw Awards 2016 :
  - Meilleure actrice secondaire dans une série télévisée pour Jamie Lee Curtis[71]
- Teen Choice Awards 2016 :
  - Série télévisée de comédie préférée
  - Actrice préférée dans une série télévisée de comédie pour Emma Roberts et Lea Michele
  - Méchant préféré dans une série télévisée pour Lea Michele
- Make-Up Artists and Hair Stylists Guild 2017 :
  - Meilleur coiffures contemporaines dans une série télévisée ou nouveau média pour l'équipe coiffure de la série[72]
- Teen Choice Awards 2017 :
  - Actrice préférée dans une série télévisée de comédie pour Emma Roberts
  - Voleur de vedette préféré dans un film ou une série télévisée pour Taylor Lautner

## Sorties DVD
| Intitulé du coffret               | Nombre d'épisodes | Dates de sortie     | Dates de sortie | Nombre de disques | Société de distribution             |
| Intitulé du coffret               | Nombre d'épisodes | États-Unis (Zone 1) | France (Zone 2) | Nombre de disques | Société de distribution             |
| --------------------------------- | ----------------- | ------------------- | --------------- | ----------------- | ----------------------------------- |
| L'intégrale de la première saison | 13                | 6 décembre 2016     | TBA             | 4                 | 20th Century Fox Home Entertainment |
| L'intégrale de la deuxième saison | 10                | TBA                 | TBA             | TBA               | 20th Century Fox Home Entertainment |